# Marsupilami (album)
Marsupilami is het debuutalbum van de Britse muziekgroep Marsupilami. Het album is opgenomen in juni 1969 in de Sound Techniques Studio te Londen. Het album verscheen op het Transatlantic Records-platenlabel dat een grote verscheidenheid aan muzieksoorten uitbracht. Van folk tot  rock paste dit album wel in de strategie van het bedrijf. Het album bevat rock, jazzrock en folk.

## Musici
- Fred Hasson – zang, mondharmonica, orgel
- Dave Loverock – gitaar, zang
- Richard Hickx – basgitaar
- Leary Hasson – orgel
- Mike Fouracre – slagwerk
- Jessica Stanley-Clark – dwarsfluit, zang

met hulp van 
- Bob West - zang

## Muziek
| Nr. | Titel                                            | Duur |
| --- | ------------------------------------------------ | ---- |
| 1.  | Dorian deep (Dave, Fred)                         |      |
| 2.  | Born to be free (Dave, Fred, Leary)              |      |
| 3.  | And the eagle chased the dove to its ruin (Dave) |      |

| Nr. | Titel                                  | Duur |
| --- | -------------------------------------- | ---- |
| 1.  | Ab initio ad finem (the opera) (Leary) |      |
| 2.  | Facilis descencus averni (Dave)        |      |